# Dieta elemental
Una dieta elemental es una dieta que propone la ingestión, o en casos más severos, el uso de una sonda de alimentación gástrica o alimentación intravenosa, de nutrientes líquidos en una forma fácilmente asimilable. Generalmente está compuesto de aminoácidos, grasas, azúcares, vitaminas y minerales. Sin embargo, esta dieta carece de proteína total o parcial debido a su capacidad de causar una reacción alérgica potencial en algunas personas. 

## Eficacia
No hay pruebas convincentes de que las dietas elementales sean efectivas en el tratamiento de la pouchitis crónica.
Existe alguna evidencia de que una dieta elemental puede ser útil para inducir la remisión en personas con sobrecrecimiento bacteriano del intestino delgado . La dieta elemental se prescribe con mayor frecuencia a pacientes que no pueden tolerar los antibióticos o que no han respondido al tratamiento con antibióticos, ya que la dieta es restrictiva y puede ser desagradable o costosa.

## Descripción
La dieta elemental consiste en una mezcla de aminoácidos esenciales con aminoácidos no esenciales, grasas y azúcares. A menudo se agregan vitaminas solubles en agua, vitaminas liposolubles y electrolitos. La dieta elemental a veces se introduce durante un período de tres días a los pacientes, aumentando sucesivamente su fuerza cada día para reducir la probabilidad de diarrea y cólico abdominal. Se puede administrar por vía oral o por sonda nasogástrica si los pacientes no toleran el líquido.     

## Efectos adversos
Muchos pacientes no pueden tolerar el sabor, incluso si la dieta tiene sabor, y eligen recibirlo por vía intragástrica. Posibles náuseas y diarrea pueden resultar del alto contenido de azúcar que también puede complicar la hiperglucemia en pacientes con diabetes preexistente. Como resultado de la supresión de bacterias saludables, a través de una pérdida de fuente de alimento bacteriano, el uso prolongado de una dieta elemental eleva el riesgo de desarrollar infección/colonización por clostridium difficile.